# 牧 (古代)
牧（まき）は、馬や牛などの家畜を放し飼いにして飼育する土地・施設（牧場）。

## 概要
日本では、古墳時代に乗馬が導入された際、牧による馬の飼育が始められたと推定される。畿内周辺から各地の豪族によって広められ、東国などが馬の特産地とされた。
大化の改新（645年）以後、牧は律令制下で整備され、『日本書紀』巻第二十七によると、668年（天智天皇7）7月、「又多（さは）に牧（うまき）を置きて馬を放つ」とある。同月、「高麗、越の路より、使（つかひ）を遣（まだ）して調（みつき）貢（たてまつ）る」とあり、同年、高麗（高句麗）は唐によって滅亡させられている。当該記事の直前に「時に、近江国、武（つはもの）を講（なら）ふ」ともある。当時の近江国には百済の遺民が居住しており、9月12日には新羅からの遣使と貢納もあるため、白村江の戦い以降の緊迫した国際情勢と合わせて、考える必要がある。
本格的な牧の経営は、『続日本紀』巻第一にある、文武天皇4年3月（700年）の「諸国（くにぐに）をして牧地（うまち）を定め、牛馬（うしうま）を放たしむ」である。
令制の牧は、「厩牧令」、「厩庫律」に規定され、全国の牧はすべて兵部省の被官である兵馬司の管掌のもと、諸国の国司の支配下で牧長以下の牧官によって経営され、軍団用の馬の供給に充てられた。駅馬・伝馬や農耕牛も育てられている。『続紀』巻第三の慶雲4年（707年）には、鉄印（焼印）を摂津国・伊勢国など23ヶ国に給付し、牧の駒犢（子牛）に印せしめたとあり、かなりの国に官牧が設定されていたことが判明している。
「厩牧令」5条によると、各地の官牧には、牧長1名、牧帳1名が置かれ、馬牛100頭をもって一群とし、群ごとに牧子2名を飼養に充てることになっていた。
牧馬の一部は中央へも貢進され、宮廷での儀式や行幸、都城の護衛にも用いられている。『延喜式』「左右馬寮式」によると、畿内ほか8か国に合計62疋の国飼馬が置かれ、これは馬飼部の存在する国とほぼ一致すると、薗田香融は述べている。
これに対して、令制による18か国の諸国の官牧は兵馬司の所管にあり、大同3年以降は兵部省直属のものとなったものである。これらから貢上されたものが、「左右馬寮式」にある「諸国繋飼馬牛」であり、『続紀』巻第十一の天平4年8月（732年）の聖武天皇の詔にある「公に進上する牧場の牛馬」は、東海・東山道および山陰道の諸国の兵器・牛馬の規定から除外されて、売買・国外入出の規定の例外とされている。
貢上された牛馬を飼育したのが近都牧で、畿内近国に設置され、必要に応じて京に牽進された。
8世紀末、平安時代初期の軍団制の崩壊とともに、牧は中央へ貢上する馬の育成場として再編され、新たに勅旨牧（御牧）が発展した。これは『続紀』巻第二十六にある、称徳天皇の天平神護元年2月765年設置の内厩寮が管理した牧によるもので、「左右馬寮式」では甲斐国・武蔵国・信濃国・上野国の4か国32牧が設置され、毎年240疋の馬が貢上された、これらの牧には牧監あるいは別当が任命され、中央政府による直轄性の強い体制がとられている。
以上のようにして、牧は兵部省管轄の諸国牧（官牧）、勅旨牧（御牧）、近都牧（寮牧）の3種に分けられ、乗馬・駄馬のほか、牽車・乳製品用の牛を飼う牛牧も設置された。馬牧は東国、牛牧は西国に多く、これらの官営牧のほか、摂関家などの貴族や寺社・受領が経営・領有した私牧も数多く現れ、牧は徐々に荘園の一種と化し、中には耕地化されたものもあったという。
これらの牧は後に武士階級が台頭する一因ともなり、鎌倉時代には軍事・運輸上の必要性から各地の牧が再び盛んになり、さらに江戸時代の牧の土台ともなっていった。